# Mistrzostwa Azji w Piłce Siatkowej Kobiet 2009
Mistrzostwa Azji w piłce siatkowej kobiet 2009 – 15 finał Mistrzostw Azji w piłce siatkowej kobiet, które we wrześniu 2009 odbyły się w Hanoi, Wietnam. Wzięło w nich udział 14 czołowych krajowych reprezentacji.

## Rozgrywki grupowe
| Grupa A                                                 | Grupa B                                                             | Grupa C                                                      | Grupa D                                                           |
| ------------------------------------------------------- | ------------------------------------------------------------------- | ------------------------------------------------------------ | ----------------------------------------------------------------- |
| Miasto : Hanoi Australia · Iran · Sri Lanka · Wietnam · | Miasto : Hanoi Japonia · Chińskie Tajpej · Uzbekistan · Malediwy* · | Miasto : Hanoi Chiny · Hongkong · Kazachstan · Afganistan* · | Miasto : Hanoi Indie · Indonezja · Korea Południowa · Tajlandia · |

* – drużyna wycofała się z turnieju

## Pierwsza faza grupowa

### Grupa A
- 5 września

|      |     |           |                       |  |
| Iran | 3:0 | Sri Lanka | (25:18, 25:15, 27:25) |  |

|         |     |           |                       |  |
| Wietnam | 3:0 | Australia | (25:11, 25:14, 25:19) |  |

- 6 września

|         |     |      |                       |  |
| Wietnam | 3:0 | Iran | (25:11, 25:18, 25:14) |  |

|           |     |           |                       |  |
| Australia | 3:0 | Sri Lanka | (25:16, 25:10, 25:10) |  |

- 7 września

|      |     |           |                              |  |
| Iran | 3:1 | Australia | (25:21, 25:18, 20:25, 25:16) |  |

|           |     |         |                       |  |
| Sri Lanka | 0:3 | Wietnam | (13:25, 17:25, 21:25) |  |

| Poz. | Reprezentacja | Pkt | Mecze | Mecze | Mecze | Sety | Sety | Sety  | Małe punkty | Małe punkty | Małe punkty |
| Poz. | Reprezentacja | Pkt | M     | Z     | P     | wyg. | prz. | ratio | zdob.       | str.        | ratio       |
| ---- | ------------- | --- | ----- | ----- | ----- | ---- | ---- | ----- | ----------- | ----------- | ----------- |
| 1    | Wietnam       | 6   | 3     | 3     | 0     | 225  | 138  | 1,630 | 9           | 0           | MAX         |
| 2    | Iran          | 5   | 3     | 2     | 1     | 215  | 213  | 1,009 | 6           | 4           | 1,500       |
| 3    | Australia     | 4   | 3     | 1     | 2     | 199  | 206  | 0,966 | 4           | 6           | 0,667       |
| 4    | Sri Lanka     | 3   | 3     | 0     | 3     | 145  | 227  | 0,639 | 0           | 9           | MIN         |

Legenda: Poz. – pozycja, Pkt – liczba punktów, M – liczba meczów, Z – mecze wygrane, P – mecze przegrane, wyg. – sety wygrane, prz. – sety przegrane, zdob. – małe punkty zdobyte, str. – małe punkty stracone

### Grupa B
- 5 września

|         |     |                 |                      |  |
| Japonia | 3:0 | Chińskie Tajpej | (25:13, 25:10, 25:9) |  |

- 6 września

|            |     |         |                     |  |
| Uzbekistan | 0:3 | Japonia | (7:25, 18:25, 6:25) |  |

- 7 września

|                 |     |            |                      |  |
| Chińskie Tajpej | 3:0 | Uzbekistan | (25:19, 25:7, 25:21) |  |

| Poz. | Reprezentacja   | Pkt | Mecze | Mecze | Mecze | Sety | Sety | Sety  | Małe punkty | Małe punkty | Małe punkty |
| Poz. | Reprezentacja   | Pkt | M     | Z     | P     | wyg. | prz. | ratio | zdob.       | str.        | ratio       |
| ---- | --------------- | --- | ----- | ----- | ----- | ---- | ---- | ----- | ----------- | ----------- | ----------- |
| 1    | Japonia         | 4   | 2     | 2     | 0     | 150  | 63   | 2,381 | 6           | 0           | MAX         |
| 2    | Chińskie Tajpej | 3   | 2     | 1     | 1     | 107  | 122  | 0,877 | 3           | 3           | 1,000       |
| 3    | Uzbekistan      | 2   | 2     | 0     | 2     | 78   | 150  | 0,520 | 0           | 6           | MIN         |

Legenda: Poz. – pozycja, Pkt – liczba punktów, M – liczba meczów, Z – mecze wygrane, P – mecze przegrane, wyg. – sety wygrane, prz. – sety przegrane, zdob. – małe punkty zdobyte, str. – małe punkty stracone

### Grupa C
- 5 września

|       |     |            |                       |  |
| Chiny | 3:0 | Kazachstan | (25:14, 25:17, 25:19) |  |

- 6 września

|          |     |            |                      |  |
| Hongkong | 0:3 | Kazachstan | (9:25, 15:25, 16:25) |  |

- 7 września

|       |     |          |                    |  |
| Chiny | 3:0 | Hongkong | (25:7, 25:8, 25:9) |  |

| Poz. | Reprezentacja | Pkt | Mecze | Mecze | Mecze | Sety | Sety | Sety  | Małe punkty | Małe punkty | Małe punkty |
| Poz. | Reprezentacja | Pkt | M     | Z     | P     | wyg. | prz. | ratio | zdob.       | str.        | ratio       |
| ---- | ------------- | --- | ----- | ----- | ----- | ---- | ---- | ----- | ----------- | ----------- | ----------- |
| 1    | Chiny         | 4   | 2     | 2     | 0     | 150  | 74   | 2,027 | 6           | 0           | MAX         |
| 2    | Kazachstan    | 3   | 2     | 1     | 1     | 125  | 115  | 1,087 | 3           | 3           | 1,000       |
| 3    | Hongkong      | 2   | 2     | 0     | 2     | 64   | 150  | 0,427 | 0           | 6           | MIN         |

Legenda: Poz. – pozycja, Pkt – liczba punktów, M – liczba meczów, Z – mecze wygrane, P – mecze przegrane, wyg. – sety wygrane, prz. – sety przegrane, zdob. – małe punkty zdobyte, str. – małe punkty stracone

### Grupa D
- 5 września

|           |     |                  |                       |  |
| Indonezja | 0:3 | Korea Południowa | (14:25, 15:25, 18:25) |  |

|       |     |           |                       |  |
| Indie | 0:3 | Tajlandia | (10:25, 15:25, 13:25) |  |

- 6 września

|       |     |           |                                    |  |
| Indie | 3:2 | Indonezja | (17:25, 24:26, 25:22, 25:17, 15:8) |  |

|           |     |                  |                                     |  |
| Tajlandia | 2:3 | Korea Południowa | (23:25, 21:25, 25:19, 25:23, 12:15) |  |

- 7 września

|           |     |           |                      |  |
| Indonezja | 0:3 | Tajlandia | (8:25, 11:25, 19:25) |  |

|                  |     |       |                      |  |
| Korea Południowa | 3:0 | Indie | (25:9, 26:24, 25:20) |  |

| Poz. | Reprezentacja    | Pkt | Mecze | Mecze | Mecze | Sety | Sety | Sety  | Małe punkty | Małe punkty | Małe punkty |
| Poz. | Reprezentacja    | Pkt | M     | Z     | P     | wyg. | prz. | ratio | zdob.       | str.        | ratio       |
| ---- | ---------------- | --- | ----- | ----- | ----- | ---- | ---- | ----- | ----------- | ----------- | ----------- |
| 1    | Korea Południowa | 6   | 3     | 3     | 0     | 258  | 206  | 1,252 | 9           | 2           | 4,500       |
| 2    | Tajlandia        | 5   | 3     | 2     | 1     | 256  | 183  | 1,399 | 8           | 3           | 2,667       |
| 3    | Indie            | 4   | 3     | 1     | 2     | 197  | 249  | 0,791 | 3           | 8           | 0,375       |
| 4    | Indonezja        | 3   | 3     | 0     | 3     | 183  | 256  | 0,715 | 2           | 9           | 0,222       |

Legenda: Poz. – pozycja, Pkt – liczba punktów, M – liczba meczów, Z – mecze wygrane, P – mecze przegrane, wyg. – sety wygrane, prz. – sety przegrane, zdob. – małe punkty zdobyte, str. – małe punkty stracone

## Druga faza grupowa

### Grupa E
| Poz. | Reprezentacja | Pkt | Mecze | Mecze | Mecze | Sety | Sety | Sety  | Małe punkty | Małe punkty | Małe punkty |
| Poz. | Reprezentacja | Pkt | M     | Z     | P     | wyg. | prz. | ratio | zdob.       | str.        | ratio       |
| ---- | ------------- | --- | ----- | ----- | ----- | ---- | ---- | ----- | ----------- | ----------- | ----------- |
| 1    | Chiny         | 6   | 3     | 3     | 0     | 225  | 127  | 1,772 | 9           | 0           | MAX         |
| 2    | Kazachstan    | 5   | 3     | 2     | 1     | 225  | 195  | 1,154 | 6           | 4           | 1,500       |
| 3    | Wietnam       | 4   | 3     | 1     | 2     | 192  | 218  | 0,881 | 4           | 6           | 0,667       |
| 4    | Iran          | 3   | 3     | 0     | 3     | 123  | 225  | 0,547 | 0           | 9           | MIN         |

Legenda: Poz. – pozycja, Pkt – liczba punktów, M – liczba meczów, Z – mecze wygrane, P – mecze przegrane, wyg. – sety wygrane, prz. – sety przegrane, zdob. – małe punkty zdobyte, str. – małe punkty stracone

### Grupa F
| Poz. | Reprezentacja    | Pkt | Mecze | Mecze | Mecze | Sety | Sety | Sety  | Małe punkty | Małe punkty | Małe punkty |
| Poz. | Reprezentacja    | Pkt | M     | Z     | P     | wyg. | prz. | ratio | zdob.       | str.        | ratio       |
| ---- | ---------------- | --- | ----- | ----- | ----- | ---- | ---- | ----- | ----------- | ----------- | ----------- |
| 1    | Japonia          | 6   | 3     | 3     | 0     | 248  | 162  | 1,531 | 9           | 1           | 9,000       |
| 2    | Korea Południowa | 5   | 3     | 2     | 1     | 261  | 255  | 1,024 | 7           | 5           | 1,400       |
| 3    | Tajlandia        | 4   | 3     | 1     | 2     | 232  | 220  | 1,055 | 5           | 6           | 0,833       |
| 4    | Chińskie Tajpej  | 3   | 3     | 0     | 3     | 121  | 225  | 0,538 | 0           | 9           | MIN         |

Legenda: Poz. – pozycja, Pkt – liczba punktów, M – liczba meczów, Z – mecze wygrane, P – mecze przegrane, wyg. – sety wygrane, prz. – sety przegrane, zdob. – małe punkty zdobyte, str. – małe punkty stracone

## Faza finałowa
|  |                     |                  |           |                     |   |       |       |       |
|  | Półfinały           | Półfinały        | Półfinały |                     |   | Finał | Finał | Finał |
|  | Półfinały           | Półfinały        | Półfinały |                     |   | Finał | Finał | Finał |
|  | 12 września – Hanoi |                  |           |                     |   |       |       |       |
|  |                     |                  |           |                     |   |       |       |       |
|  | Chiny               | Chiny            | 3         |                     |   |       |       |       |
|  | Chiny               | Chiny            | 3         | 13 września – Hanoi |   |       |       |       |
|  | Korea Południowa    | Korea Południowa | 1         |                     |   |       |       |       |
|  | Korea Południowa    | Korea Południowa | 1         |                     |   | Chiny | Chiny | 1     |
|  | 12 września – Hanoi |                  |           |                     |   | Chiny | Chiny | 1     |
|  |                     |                  | Tajlandia | Tajlandia           | 3 |       |       |       |
|  | Japonia             | Japonia          | Tajlandia | Tajlandia           | 3 | 1     |       |       |
|  | Japonia             | Japonia          |           |                     |   |       |       |       |
|  | Tajlandia           | Tajlandia        | 3         |                     |   |       |       |       |
|  | Tajlandia           | Tajlandia        | 3         | Mecz o 3. miejsce   |   |       |       |       |
|  |                     |                  |           |                     |   |       |       |       |
|  | 13 września – Hanoi |                  |           |                     |   |       |       |       |
|  |                     |                  |           |                     |   |       |       |       |
|  | Korea Południowa    | Korea Południowa | 0         |                     |   |       |       |       |
|  | Korea Południowa    | Korea Południowa | 0         |                     |   |       |       |       |
|  | Japonia             | Japonia          | 3         |                     |   |       |       |       |
|  | Japonia             | Japonia          | 3         |                     |   |       |       |       |

### Półfinały
|  | Chiny | 3:1(25:18, 25:19, 21:25, 25:14) | Korea Południowa |  |
|  |       | 3:1(25:18, 25:19, 21:25, 25:14) |                  |  |

|  | Japonia | 1:3(25:20, 13:25, 23:25, 21:25) | Tajlandia |  |
|  |         | 1:3(25:20, 13:25, 23:25, 21:25) |           |  |

### Mecz o 3. miejsce
|  | Korea Południowa | 0:3(16:25, 15:25, 18:25) | Japonia |  |
|  |                  | 0:3(16:25, 15:25, 18:25) |         |  |

### Finał
|  | Chiny | 1:3(25:20, 19:25, 19:25, 23:25) | Tajlandia |  |
|  |       | 1:3(25:20, 19:25, 19:25, 23:25) |           |  |

## Klasyfikacja końcowa
| Miejsce | Zespół           |
| ------- | ---------------- |
|         | Tajlandia        |
|         | Chiny            |
|         | Japonia          |
| 4       | Korea Południowa |
| 5       | Kazachstan       |
| 6       | Chińskie Tajpej  |
| 7       | Wietnam          |
| 8       | Iran             |
| 9       | Australia        |
| 10      | Hongkong         |
| 11      | Indie            |
| 12      | Uzbekistan       |
| 13      | Indonezja        |
| 14      | Sri Lanka        |

## Nagrody indywidualne
- MVP:  Onuma Sittirak
- Najlepsza punktująca:  Kim Yeon-koung
- Najlepsza atakująca:  Xue Ming
- Najlepsza blokująca:  Xue Ming
- Najlepsza serwująca:  Saori Kimura
- Najlepsza rozgrywająca:  Nootsara Tomkom
- Najlepsza libero:  Wanna Buakaew